# 10 000 timmar
10 000 timmar är en svensk komedifilm från 2014, regisserad och skriven av Joachim Hedén. I huvudrollen som Eric ses Peter Magnusson.

## Handling
En man i trettioårsåldern vinner en stor summa pengar på lotteri. Han slutar sitt arbete och blir i stället fotbollsspelare, trots att han inte kan spela fotboll. Detta är dock inget som bekymrar Eric eftersom han är av den åsikten att man kan bli bra på vad som helst, bara man ägnar det 10 000 timmars träning.

## 10 000-timmarsregeln
Antagandet att man kan bli bra på vad som helst efter ungefär 10 000 timmars träning bygger på forskning av den svenske psykologen K. Anders Ericsson, verksam vid Florida State University. Bakom populariserandet av konceptet "10 000-timmar" står den amerikanske journalisten Malcolm Gladwell, som beskrivit fenomenet i sin bok Framgångsfaktorn som skapar vinnarna.

## Rollista
- Peter Magnusson – Eric
- Karin Lithman – Emma
- Özz Nûjen – Bengtsson
- Mathilda von Essen – Tora

## Om filmen
10 000 timmar producerades av Julia Gebauer och Jonas Sörensson för Way Creative Films AB. Den spelades in i Malmö mellan den 3 juni och 5 juli 2013 med Patrik Thelander som fotograf. Den hade biopremiär den 4 april 2014.